# Scheibe SF 26
Die Scheibe SF 26 „Standard“ ist ein einsitziges Segelflugzeug der Scheibe-Flugzeugbau GmbH aus Dachau, das 1961 den Erstflug absolvierte. Wie schon die Zusatzbezeichnung „Standard“ vermuten lässt, war die SF 26 als Leistungssegelflugzeug der 15-m-Standardklasse und als Konkurrenz zur erfolgreichen Schleicher Ka 6 gedacht.

## Beschreibung
Die SF 26 ähnelt äußerlich, abgesehen von dem eckigeren und höheren Seitenleitwerk, dem L-Spatz III, da wie beim Bergfalken II/55 und Bergfalke III die GFK-Nasenverkleidung des Rumpfes und die Kabinenhaube des L-Spatz 55 verbaut wurden. Auch der Rumpfaufbau ähnelt dem der Spatzen mit dem typischen sechseckigen Querschnitt mit dem dreieckigen Stahlrohr-Träger und den drei aufgesetzten Formleisten aus Holz. Die SF 26 hat allerdings anstelle der Kufe ein fest eingebautes Laufrad und eine Spornrolle. Das Höhenleitwerk entspricht in seinem Grundriss ebenfalls noch dem der Spatzen.
Der große Unterschied besteht in der dreiteiligen Doppeltrapez-Tragfläche der SF 26. Diese ist mit einem NACA-Laminarprofilstrak ausgestattet. Zur besseren Einhaltung der Profiltreue betrug der Rippenabstand lediglich 100 mm.
Das Flügelmittelteil mit den beidseitig nach oben und unten ausfahrenden Schempp-Hirth-Klappen wird von oben auf den Rumpf aufgesetzt und angeschlossen. Dann erst werden die beiden Flügelaußenteile mit den Querrudern installiert.
Etwa 60 SF 26 wurden gebaut, bevor sie durch die Scheibe SF 27 ersetzt wurde. Die hervorragende SF 27 kam ihrerseits zu spät, um gegen die aufkommende Kunststoffbauweise bestehen zu können.

## Technische Daten
| Kenngröße             | Daten SF 26A „Standard“                     |
| --------------------- | ------------------------------------------- |
| Besatzung             | 1                                           |
| Länge                 | 6,70 m                                      |
| Spannweite            | 15 m                                        |
| Höhe                  |                                             |
| Flügelfläche          | 12,34 m²                                    |
| Flügelstreckung       | 18,25                                       |
| Flügelprofil          | NACA 63-215-616 innen NACA 63-215-614 außen |
| Gleitzahl             | 30 bei 80 km/h                              |
| Geringstes Sinken     | 0,70 m/s bei 70 km/h                        |
| Leermasse             | 183 kg                                      |
| max. Startmasse       | 330 kg                                      |
| Höchstgeschwindigkeit | 200 km/h                                    |